# فرانكو زورلو
فرانكو زورلو (بالإيطالية: Franco Zurlo)‏ (4 أكتوبر 1940 – 17 يونيو 2018) هو ملاكم إيطالي راحل، مثّل بلاده في الألعاب الأولمبية الصيفية 1964.

## روابط خارجية
فرانكو زورلو على موقع بوكس ريك (الإنجليزية) (registration required)
- فرانكو زورلو على موقع اللجنة الأولمبية الدولية (الإنجليزية)
- فرانكو زورلو على موقع أوليمبيديا (الإنجليزية)